# Fruerlundmühle

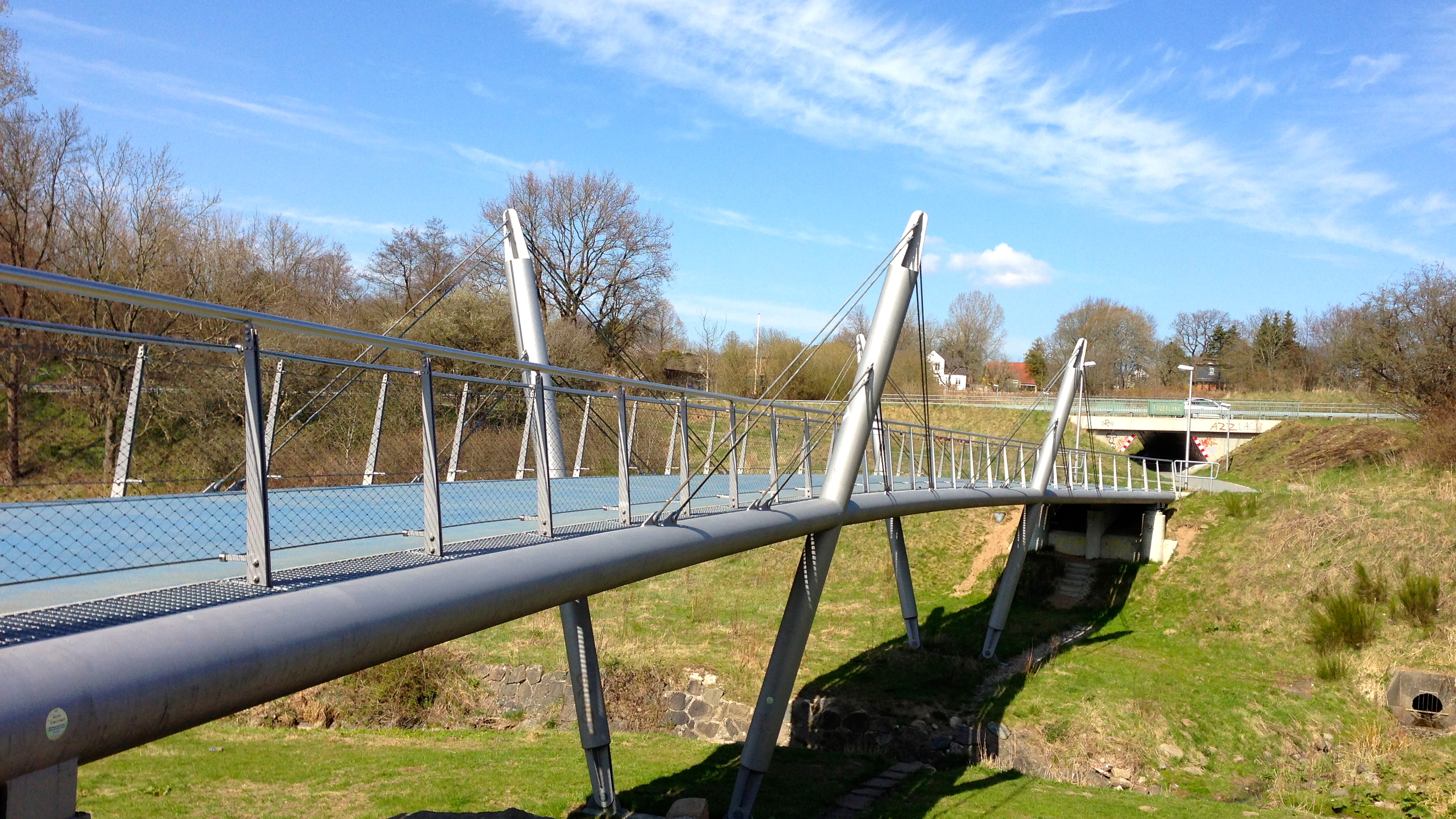
Die Brücke Fruerlundmühle, die zu einer Unterführung der Nordstraße führt, welche die Grenze zum Stadtteil Fruerlund markiert.

Fruerlundmühle (dänisch: Fruerlund Mølle) liegt südlich von Flensburg-Fruerlund. Durch das kleine Gebiet, das in Teilen auch zum Stadtteil Jürgensby gehört, verläuft die gleichnamige Straße Fruerlundmühle, an welcher um 1900 die Fruerlunder Mühle stand.

## Hintergrund
Der geografische Gebietsname Fruerlund bezeichnete im 19. Jahrhundert noch einen schmalen, langen Gebietsstreifen, der von der Mürwiker Bucht über Fruerlundholz und Fruerlundhof bis zum Trögelsbyer Weg (genauer beim heutigen Kreuzungsbereich zur Richard-Wagner-Straße) bei Adelby reichte. Im späten 18. Jahrhundert existierte schon eine erste Windmühle am Weg zur Glücksburger Straße. Die Mühle, vom Typ einer Holländerwindmühle, bestand bis zum Jahr 1866. Im selben Jahr wurde östlich der heutigen Straße Fruerlundmühle (Lage), als Nachfolgerin eine neue Holländerwindmühle errichtet. Die besagte Mühle lag offensichtlich direkt nördlich des Lautrupsbachtals. Ein Stück weiter südlich wurde 1901 in der Glücksburger Straße 174 die Bahnstation Fruerlund der Flensburger Kreisbahn eröffnet. Seit Anfang des 20. Jahrhunderts begann Flensburg verstärkt an zu wachsen (vgl. Einwohnerentwicklung von Flensburg). Im Mürwiker Gebiet wurden seit Anfang des Jahrhunderts zahlreiche militärische Gebäude für die Kaiserliche Marine errichtet. Auch im Gebiet Fruerlundmühle siedelten sich seit dem Anfang des Jahrhunderts offensichtlich Bürger an. Nach der Eingemeindung von Fruerlund im Jahr 1910 sollte sich die geografische Lage und Ausdehnung Fruerlunds erheblich verändern. Ein großer Teil des südlichen Fruerlunds wurde später dem Stadtteil Engelsby sowie grob betrachtet, dessen Stadtbezirk Engelsby-Süd zugeordnet. Der südliche Bereich von Fruerlundmühle mit dem Bahnhofsgebäude wurde später offiziell Jürgensby zugeschlagen (Stadtbezirk Sender der früher auch Bleistift genannt wurde). (Der nördliche Bereich von Fruerlundmühle verblieb bei Fruerlund.)
Kurz nach der Eingemeindung, im Jahr 1912, brannte die Fruerlunder Mühle ab. Die Flensburger Nachrichten berichteten darüber: „Da noch spät abends auf der Mühle [des Mühlenbesitzers Paulsen] bei Licht gearbeitet wurde, ist als Ursache des Feuers die Explosion einer Lampe anzunehmen. Das Feuer, welches reichlich Nahrung in den dort lagernden Kornmassen fand, griff mit solcher Schnelligkeit um sich, daß die Mühle sowie das Dachgeschoß des Wohnhauses in kurzer Zeit den Flammen zum Opfer fielen und die Hausbewohner sich nur notdürftig bekleidet retten konnten. Die herbeigerufene Berufsfeuerwehr sowie die 4. freiwillige Feuerwehrkompagnie (Engelsby) mußten längere Zeit untätig verharren, da die Flügel der Mühle fortgesetzt vom Winde gedreht wurden, was ein Arbeiten nicht zuließ, im übrigen aber einen grandiosen Anblick gewährte.“ Den Wehren gelang es das Feuer von der Erdgeschosswohnung fernzuhalten. Trotz des Bedauerns der Flensburger Bürger wurde die Mühle nicht wieder errichtet. Die Straße entlang der abgebrannten Mühle, welche spätestens seit dem Adressbuch 1905 Fruerlundmühle genannt wurde, behielt in der Folgezeit ihren Namen und bekam ihn am 6. Juni 1957 offiziell zugesprochen. Anfang der 1950er Jahre wurden die Schienen der stillgelegten Bahn abgebaut und an deren Stelle die Nordstraße errichtet, welche 1954 für den  Autoverkehr freigegeben wurde. Die Straße Fruerlundmühle, über welche Fußgänger bis heute, die Glücksburger Straße und das unweit gelegene Bahnhofsgebäude erreichen können, erhielt nach dem Bau der Osttangente um 2006 eine neue Brücke, welche über das Lautrupsbachtal führt. Diese neue „Brücke Fruerlundmühle“ wurde im Jahr 2009 fertiggestellt. Das vielfach umgebaute Bahnhofsgebäude dient heute als „Hotel Fruerlund“ und beherbergt zudem das Restaurant Dionysos. Die beim Hotel befindliche Bushaltestelle trägt des Weiteren ebenfalls den Namen Fruerlundmühle.